# Фрискала
Фри́скала (фин. Friskala) — один из районов города Турку, входящий в территориальный округ Хирвенсало-Какскерта.

## Географическое положение
Район расположен в юго-восточной части острова Хирвенсало, на побережье Архипелагового моря и включает в себя также маленький остров Исо-Вихтиля.

## Население
Район входит в число малозаселённых частей Турку. В 2004 году численность населения района составляла всего 23 человека, из которых дети моложе 15 лет — 13,04 %, а старше 65 лет — 13,04 %. Финским языком в качестве родного владели 100 % населения района. По данным 2007 года в районе проживало 295 человек.